# Phyllachora afra
Phyllachora afra är en svampart som beskrevs av Syd. 1939. Phyllachora afra ingår i släktet Phyllachora och familjen Phyllachoraceae.   Inga underarter finns listade i Catalogue of Life.